# ティム・ハーフォード

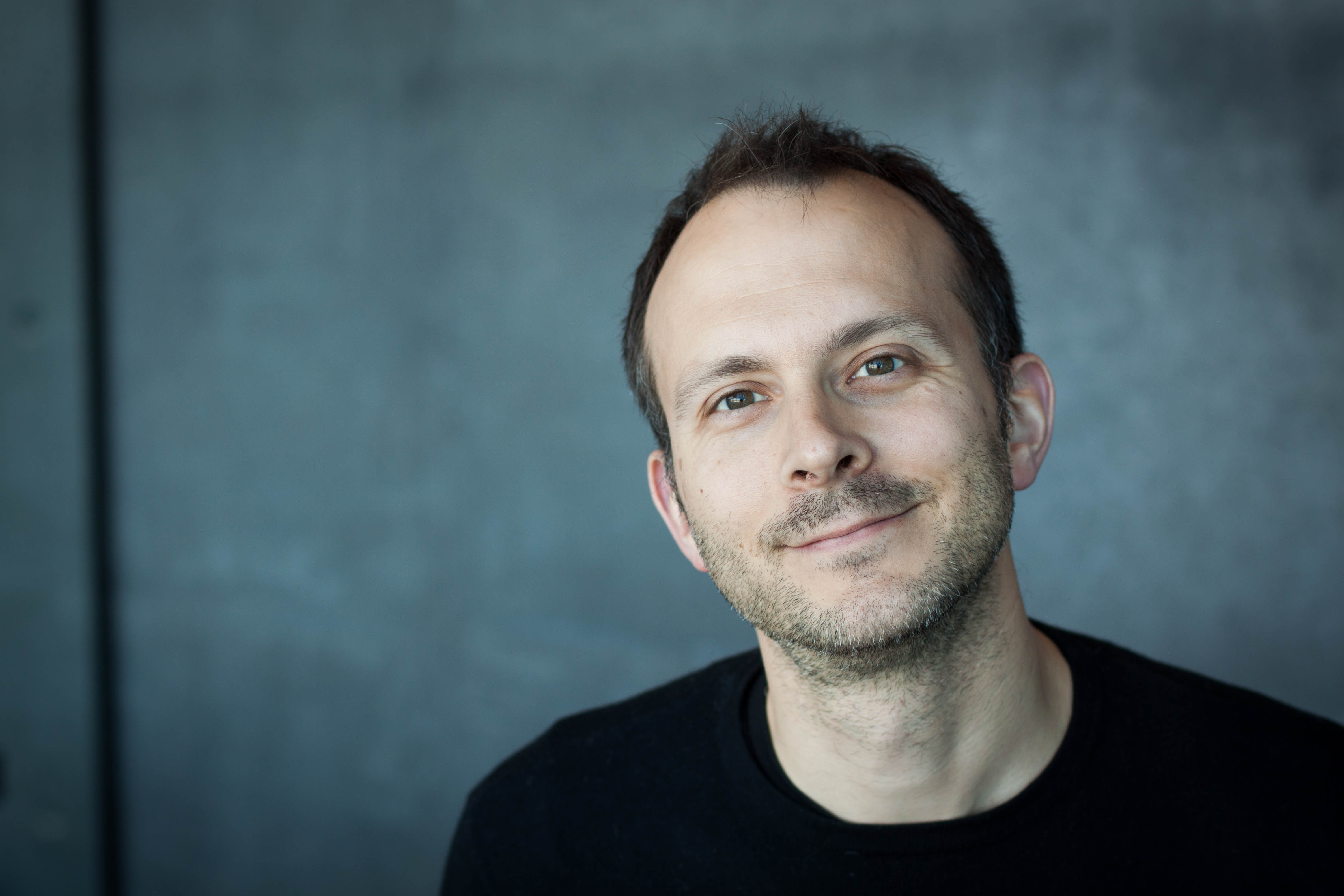

ティム・ハーフォード（Tim Harford, 1973年 - ）は、イギリスの経済学者、ジャーナリスト。ロンドン在住。5冊(うち2冊の経済学書の著者、BBCのテレビシリーズTrust Me, I'm an Economistのプレゼンター、経済理論を用いて読者の個人的な悩みを解決しようと試みる、フィナンシャル・タイムズのユーモラスな週刊コラムDear Economistのライターでもある。フィナンシャル・タイムズに執筆している他のコラムThe Undercover EconomistはオンラインマガジンSlateに配信されている。
オックスフォード大学で学び、学士号を得た後、1998年に経済学の修士号を取得。2003年にフィナンシャル・タイムズに参加。2004年にIFCに参加してからもコラムを書き続け、2006年4月にフィナンシャル・タイムズに経済学の筆頭ライターとして復帰。また、編集委員のメンバーでもある。
2007年10月からAndrew Dilnotに代わり、BBCのラジオシリーズMore Or Lessに出演。

## 著書
- The Market for Aid （2005年, 未邦訳, マイケル・クレインとの共著）
- 『まっとうな経済学』（ランダムハウス講談社, 2006年）
- 『人は意外に合理的』（ランダムハウス講談社, 2008年）
- 『まっとうな経済学者の「お悩み相談室」』（ランダムハウス講談社, 2010年）
- 『アダプト思考 予測不能社会で成功に導くアプローチ』（武田ランダムハウスジャパン, 2012年）
- The Undercover Economist Strikes Back: How to Run or Ruin an Economy （2013年, 未邦訳）